# Pico Cotalba
El Pico Cotalba es una montaña asturiana de 2028 m s. n. m. situada en el Macizo Occidental de los Picos de Europa.
La ruta de acceso al Cotalba parte del aparcamiento de Pandecarmen, al que se accede por una pista a la derecha del Lago Enol, del que dista aproximadamente un kilómetro. 
Desde Pandecarmen, se toma la pista que sale hacia abajo, cruzando el río Pomperi por un puente y comenzando el ascenso hacia la Vega de la Piedra. Sigue el camino hacia arriba hasta el collado de la Prida y superado este se accede a una amplia vega ocupada por una gran pradería que ha de cruzarse hasta encontrar la Canal de Canraso, donde se vadea el arroyo de los Vahos. 
Se alcanza un grupo de cabañas que forman la Majada de la Rondiella y, tras salvar un suave desnivel, se llega al collado de la Gamonal y poco después al refugio de Vegarredonda. Por detrás de este, y hacia la derecha, se toma el camino de Ordiales, que al principio discurre por una canal bastante cerrada y por la que se toma altura hasta un collado. Desde ahí, el camino se suaviza, pasando por los Campos de la Torga. La senda alcanza la amplia campera de Ordiales, con un refugio, cruzando la cual se llega en breves minutos al Mirador de Ordiales. 
Por detrás del refugio parte un sendero zigzagueante que va tomando altura y que en algunos tramos es poco visible, en cuyo caso servirá de ayuda la colocación de jitos (pequeños montones de piedra) que indican el camino. Se llega a un punto en que se pierde de vista el refugio al adentrarse en un jou (hoya), y desde ahí se toma el último repecho hasta la cima del Cotalba.
- Datos: Q6074979